# 281 v.Chr.

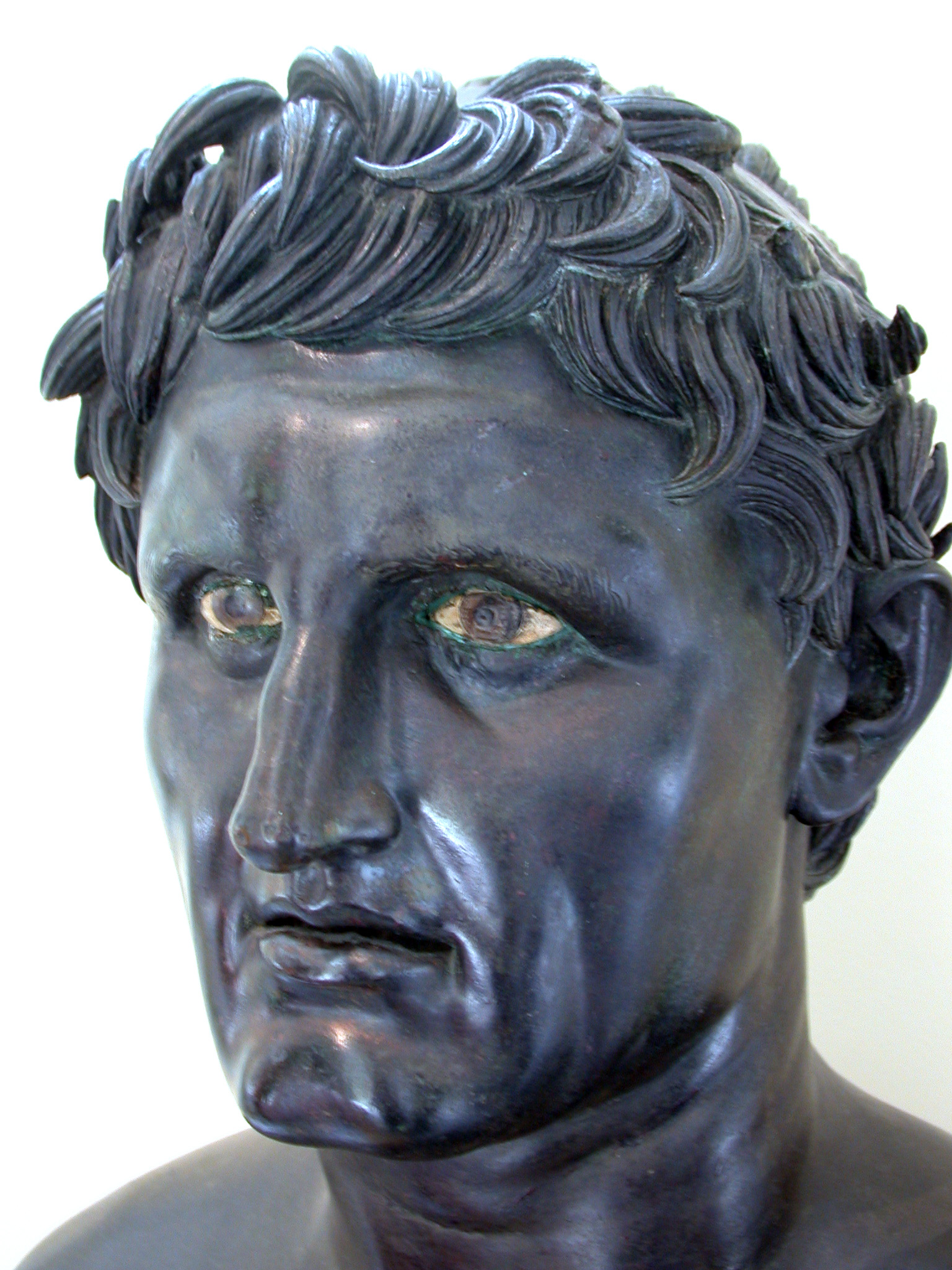
Seleucus I Nicator

Het jaar 281 v.Chr. is een jaartal in de 3e eeuw v.Chr. volgens de christelijke jaartelling.

## Gebeurtenissen

### Italië
- Lucius Aemilius Barbula en Quintus Marcius Philippus zijn consul van het Imperium Romanum.
- Rome bedreigt Zuid-Italië, de havenstad Tarentum roept de hulp in van Pyrrhus van Epirus.

### Klein-Azië
- Slag bij Corupedium: In Lydië verslaat Seleucus I het Macedonische leger van Lysimachus.
- Seleucus I begint een veldtocht in Thracië, Ptolemaeus Keraunos laat hem vermoorden. Hij wordt opgevolgd door zijn zoon Antiochus I.

### Perzië
- Antiochus I Soter (281 - 261 v.Chr.) volgt zijn vader op als koning van het Seleucidenrijk.
- Antiochus I sluit een vredesverdrag met Antigonus II Gonatas, er breekt een opstand uit in Syrië.

### Griekenland
- Ptolemaeus Keraunos (281 - 279 v.Chr.) bestijgt de troon van Macedonië en huwt zijn halfzus Arsinoë II.
- Arsinoë II vlucht naar Alexandrië, nadat haar twee zonen zijn vermoord door Ptolemaeus Keraunos.

## Overleden
- Lysimachus (~360 v.Chr. - ~281 v.Chr.), Macedonische veldheer en koning van Thracië (79)
- Seleucus I Nicator, Macedonische veldheer en koning van het Seleucidenrijk (Syrië)